# The Something Rain
The Something Rain è il nono album in studio del gruppo musicale britannico Tindersticks, pubblicato nel 2012.

## Tracce
1. Chocolate – 9:04
2. Show Me Everything – 5:29
3. This Fire of Autumn – 4:17
4. A Night So Still – 5:44
5. Slippin' Shoes – 4:32
6. Medicine – 4:59
7. Frozen – 5:43
8. Come Inside – 7:40
9. Goodbye Joe – 2:42

## Formazione
Tindersticks
- David Boulter – piano, organ, voce (in Chocolate)
- Neil Fraser – chitarra acustica, chitarra elettrica
- Earl Harvin – batteria, percussioni
- Dan McKinna – basso
- Stuart A. Staples – voce

Altri musicisti
- Thomas Bloch – Cristal Baschet
- Terry Edwards – sassofono
- Gina Foster – voce
- David Kitt – chitarra
- Andy Nice – violoncello, sassofono tenore
- Julian Siegel – clarinetto, sassofono
- Will Wilde – chromatic harmonica